# Tricentrogyna opulentaria
Tricentrogyna opulentaria är en fjärilsart som beskrevs av Heinrich Benno Möschler 1890. Tricentrogyna opulentaria ingår i släktet Tricentrogyna och familjen mätare. Inga underarter finns listade i Catalogue of Life.